# Kristal Marshall
Kristal Marshall (13 de novembre del 1983 -), és una model i ex-lluitadora professional nord-americana que va treballar a la marca SmackDown! de World Wrestling Entertainment (WWE).